# Charles Francis Laseron
Charles Francis Laseron (6 de diciembre de 1887 - 27 de junio de 1959) fue un explorador, naturalista y malacólogo australiano de origen estadounidense.

## Biografía
Laseron nació el 6 de diciembre de 1887 en Manitowoc, Wisconsin, Estados Unidos, hijo del reverendo británico David Laseron y de su esposa Frances Bradley. Después de mudarse temporalmente a Londres en 1888, la familia emigró a Australia en enero de 1891. En 1892 su padre recibió un disparo accidental de arma de fuego, causándole problemas de salud severos al reverendo, quien renunció a su cargo en Sídney tres años después y luego se mudó con su familia a Lithgow, Nueva Gales del Sur, donde se le asignó la parroquia del lugar.
Charles asistió a la escuela St. Andrew como erudito y corista y luego estudió en el instituto técnico de Sídney, donde recibió un diploma en geología. Fue empleado por el Museo Tecnológico en julio de 1906 y publicó una serie de documentos.

### Expedición a la Antártida
Fue miembro de la Expedición Antártica Australasiana bajo el mando de Douglas Mawson. Viajó con Frank Hurley, Bob Bage, Eric Webb, Herbert Murphy y John Hunter. El grupo viajó en trineo, saliendo de su campamento base el 10 de noviembre de 1912. Murphy, Hunter y Laseron fueron el grupo de apoyo de Hurley, Bage y Webb, y regresaron el 22 de noviembre de 1912 después de establecer un depósito de suministros.

### Últimos años
Después de participar en la Primera Guerra Mundial en la Primera Fuerza Imperial de Australia, Laseron volvió a trabajar en el museo después de su alta, trabajando en el departamento de geología y más tarde en arte aplicado. Hizo una campaña sin éxito para el establecimiento de una colección formal, y renunció en 1929 para establecer su propio negocio como vendedor de antigüedades y subastador. Sirvió de nuevo durante la Segunda Guerra Mundial como instructor de lectura de mapas pero fue dado de alta por no estar médicamente apto debido a una enfermedad en 1944.
Laseron murió el 27 de junio de 1959 en el hospital Concord Repatriation. Le sobreviven su esposa Mary, con quien se casó el 22 de marzo de 1919, y sus hijos.

## Obras
- An Autobiography, 1904
- From Australia to the Dardanelles, 1916
- South with Mawson, 1947
- The Face of Australia, 1953
- Ancient Australia, 1954